# Frankenia boissieri
Frankenia boissieri är en frankeniaväxtart som beskrevs av Georges François Reuter och Pierre Edmond Boissier. Frankenia boissieri ingår i släktet frankenior, och familjen frankeniaväxter. Inga underarter finns listade i Catalogue of Life.